# Distretto di Taraclia
Il distretto di Taraclia (in romeno Raionul Taraclia, in bulgaro Тараклия?) è uno dei 32 distretti della Moldavia, il capoluogo è la città di Taraclia.

## Società

### Evoluzione demografica
In base ai dati del censimento, la popolazione è così divisa dal punto di vista etnico:
| Etnia       | Abitanti | %     |
| ----------- | -------- | ----- |
| Moldavi     | 5.980    | 13,86 |
| Ucraini     | 2.646    | 6,13  |
| Russi       | 2.139    | 4,96  |
| Gagauzi     | 3.587    | 8,31  |
| Bulgari     | 28.293   | 65,56 |
| Rumeni      | 29       | 0,07  |
| Altre etnie | 480      | 1,11  |

## Geografia antropica

### Suddivisioni amministrative
Il distretto è formato da 1 città e 14 comuni:

#### Città
1. Taraclia

#### Comuni
1. Albota de Jos
2. Albota de Sus
3. Aluatu
4. Balabanu
5. Budăi
6. Cairaclia
7. Cealîc
8. Corten
9. Musaitu
10. Novosiolovca
11. Tvardița
12. Valea Perjei
13. Vinogradovca
14. Salcia